# Monte Soubeyran
Il monte Soubeyran è una montagna delle Alpi Cozie, situata sullo spartiacque tra l'italiana valle Maira e la francese valle dell'Ubayette, alta 2.701 m s.l.m.

## Caratteristiche
Si trova sullo spartiacque alpino principale, nel tratto compreso tra il monte Sautron ed il monte Oronaye. La cresta alpina in questo tratto ha una direzione generale NO-SE. Dal monte Sautron la cresta si abbassa al colle Sautron, da dove risale al monte Viraysse; da qui la cresta prosegue nella stessa direzione con andamento a saliscendi fino al monte Soubeyran, dove si biforca. La cresta principale piega verso S, digradando verso il sottostante colle delle Munie, mentre una cresta secondaria prosegue in direzione SE, raggiungendo prima un colletto, poi rialzandosi ed andando a digradare sul passo della Cavalla. Il versante meridionale e quello occidentale sono costituiti da pendii detritici, mentre il versante nord-orientale presenta pareti scoscese che scendono subverticalmente verso la sottostante valle Maira. Il versante occidentale sovrasta il sottostante lac de Reculaye.
Dal punto di vista geologico, la montagna appartiene al complesso brianzonese. La cresta principale è costituita da scisti calcarei ed ardesiaci dell'Eocene-Cretaceo, mentre sulla cresta secondaria si trovano calcari risalenti al Giurassico.
Il nome italiano è una parola occitana che significa soprano, in posizione elevata.

## Ascensione alla vetta
La vetta è raggiungibile con un itinerario di difficoltà escursionistica (E), seguendo tracce di sentiero che si dipartono dai colli delle Munie e della Cavalla. Questi sono a loro volta raggiungibili da Acceglio in valle Maira, o da Larche nella valle dell'Ubaye.

### Cartografia
- Cartografia ufficiale italiana dell'Istituto Geografico Militare (IGM) in scala 1:25.000 e 1:100.000, consultabile on line
- Cartografia ufficiale francese dell'Institut géographique national (IGN), consultabile online Archiviato il 13 novembre 2007 in Internet Archive.
- Sistema Informativo Territoriale della provincia di Cuneo, su base cartografica 1:10.000
- Istituto Geografico Centrale - Carta dei sentieri 1:50.000 n. 7 Valli Maira, Grana, Stura e 1:25.000 n. 111 Valle Maira - Acceglio
- Provincia di Cuneo - Comunità montana Valle Maira: Carta dei sentieri scala 1:25.000 Valle Maira